# The Innocent Age
A The Innocent Age Dan Fogelberg amerikai énekes, zenész és zeneszerző hetedik szólólemeze, mely 1981-ben jelent meg. Ez volt Fogelberg egyik legeredményesebb albuma; négy, kislemezként is legsikeresebb száma közül három (a "Hard to Say", a "Same Old Lang Syne" és a "Leader of the Band") erről a lemezről való.
A "The Innocent Age" inspirálója Thomas Wolfe híres regénye, az "Of Time and the River" volt, másrészt pedig dalainak témavilága és az album szerkezete azzal függ össze, hogy Fogelberg elérte a harmincéves kort.

## Az album dalai
Az összes dal szerzője Dan Fogelberg, kivéve ahol ez külön jelezve van.
Első lemez:
1. Nexus – 6:04
2. The Innocent Age – 4:15
3. The Sand and the Foam – 4:19
4. In the Passage – 6:28
5. Lost in the Sun – 3:53
6. Run for the Roses – 4:18
7. Leader of the Band (A szám végén elhangzik a "The Washington Post-induló" egy részlete az UCLA Band előadásában) – 4:48
8. Same Old Lang Syne – 5:21

Második lemez:
1. Stolen Moments – 3:12
2. The Lion's Share – 5:10
3. Only the Heart May Know – 4:09
4. The Reach – 6:30
5. Aireshire Lament – 0:52
6. Times Like These – 3:02
7. Hard to Say – 4:00
8. Empty Cages (Fogelberg, Russ Kunkel, Norbert Putnam, Mike Utley) – 6:24
9. Ghosts – 7:16

## Előadók
- Dan Fogelberg – gitárok, billentyűsök, basszusgitár, ének
- Don Alias – ütőhangszerek
- Michael Brecker – szaxofon
- Mike Brewer – ének
- David Duke – kürt
- Jesse Erlich – cselló
- Jimmie Fadden – harmonika
- Mike Finnigan – orgona
- Glenn Frey – ének
- Richie Furay – ének
- Emmylou Harris – ének
- Heart of Darkness – kórus
- Don Henley – ének
- Jerry Hey – kürt
- Chris Hillman – ének
- Russ Kunkel – dob
- Joe Lala – ütőhangszerek
- Gayle LaVant – hárfa
- Marty Lewis – ütőhangszerek
- Joni Mitchell – ének
- Kenny Passarelli – basszusgitár
- Al Perkins – pedal steel gitár
- Norbert Putnam – basszusgitár
- Tom Scott – szaxofon
- Sid Sharp – karmester
- Mike Utley – billentyűsök
- UCLA Band – fúvószenekar

## Közreműködők
- Producerek: Dan Fogelberg, Marty Lewis
- Hangmérnök: Marty Lewis